# Heartland Championship 2014
El Campeonato Heartland 2014 fue la novena edición de la segunda división de rugby de Nueva Zelanda. 
El campeón de la competencia fue  Mid Canterbury, quienes lograron su segundo campeonato.

## Sistema de disputa
Cada equipo disputa 8 encuentros frente a sus rivales.
- Los cuatro equipos con mejor clasificación al final de la fase de grupos clasifican a la semifinal de la Copa Meads buscando el título de la competición.

- Los equipos ubicados entre la quinta y octava posición al final de la fase de grupos clasifican a la semifinal de la Copa Lochore, la copa que se asigna al ganador de los playoff por el quinto puesto.

## Clasificación
- Clasificación[1]

| Pos. | Equipo            | Encuentros | Encuentros | Encuentros | Encuentros | Tantos | Tantos | Tantos | PB | PB | Puntos |
| Pos. | Equipo            | PJ         | PG         | PE         | PP         | F      | C      | Dif    | BO | BD | Puntos |
| ---- | ----------------- | ---------- | ---------- | ---------- | ---------- | ------ | ------ | ------ | -- | -- | ------ |
| 1.º  | Buller            | 8          | 8          | 0          | 0          | 282    | 145    | +137   | 5  | 0  | 37     |
| 2.º  | Poverty Bay       | 8          | 5          | 1          | 2          | 231    | 168    | +63    | 5  | 1  | 28     |
| 3.º  | Mid Canterbury    | 8          | 5          | 1          | 2          | 258    | 139    | +119   | 3  | 1  | 26     |
| 4.º  | Horowhenua-Kapiti | 8          | 5          | 2          | 1          | 169    | 121    | +48    | 1  | 1  | 26     |
| 5.º  | King Country      | 8          | 5          | 0          | 3          | 196    | 176    | +20    | 3  | 2  | 25     |
| 6.º  | South Canterbury  | 8          | 4          | 0          | 4          | 202    | 165    | +37    | 4  | 1  | 21     |
| 7.º  | North Otago       | 8          | 4          | 0          | 4          | 174    | 155    | 19     | 1  | 2  | 20     |
| 8.º  | Wanganui          | 8          | 3          | 0          | 5          | 203    | 194    | +9     | 3  | 2  | 17     |
| 9.º  | Thames Valley     | 8          | 3          | 1          | 4          | 139    | 135    | +2     | 0  | 3  | 17     |
| 10.º | West Coast        | 8          | 2          | 0          | 6          | 163    | 232    | -69    | 2  | 3  | 13     |
| 11.º | Wairarapa Bush    | 8          | 1          | 1          | 6          | 151    | 238    | -87    | 2  | 1  | 9      |
| 12.º | East Coast        | 8          | 0          | 0          | 8          | 67     | 367    | -300   | 0  | 0  | 0      |

|  | Semifinales Copa Meads.      |
|  | Semifinalistas Copa Lochore. |

## Copa Lochore - Quinto Puesto

### Semifinal
| 18 de octubre | South Canterbury | 12 - 16 | North Otago |  |  |

| 18 de octubre | King Country | 6 - 37 | Wanganui |  |  |

### Final
| 26 de octubre | North Otago | 12 - 14 | Wanganui |  |  |

| Bandera de Nueva Zelanda      |
| Ganador Copa Lochore Wanganui |
| Primer título                 |

## Copa Meads

### Semifinal
| 18 de octubre | Buller | 22 - 15 | Horowhenua-Kapiti |  |  |

| 18 de octubre | Poverty Bay | 22 - 29 | Mid Canterbury |  |  |

### Final
| 25 de octubre | Buller | 13 - 36 | Mid Canterbury |  |  |

| Bandera de Nueva Zelanda |
| Campeón Mid Canterbury   |
| Segundo título           |